# Loïc Duval
Loïc Duval (Chartres, 12 giugno 1982) è un pilota automobilistico francese, vincitore del Mondiale Endurance e della 24 Ore di Le Mans nel 2013 con L'Audi. In Giappone ha vinto la Formula Nippon nel 2009 e il Super GT nel 2010.

## Carriera
Dopo alcune stagioni nel karting, Loic Duval ha debuttato nell'automobilismo nel 2002, nel campionato francese di Formula Campus, diventandone subito il campione. Nel 2003 passa alla Formula Renault 2.0, in cui conquista nuovamente il titolo.
L'anno dopo, col sostegno del Renault Driver Development (la struttura creata da Bruno Michel e Flavio Briatore per allevare i futuri piloti per la scuderia di F1 Renault), corre nella F3 Euro Series, con la scuderia francese Signature. Dopo due buone stagioni, ma senza vittoria nel campionato, perde a fine 2005 il sostegno della RDD.
Passa così a correre in Giappone dal 2006, reclutato dal team di Satoru Nakajima per la Formula Nippon. Parallelamente prende parte al campionato Super GT. Nel 2006 è quarto, mentre finisce sesto nel 2007.
Nell'inverno 2006-2007, corre col team France di A1 Grand Prix, inizialmente come pilota di riserva (dietro Nicolas Lapierre) poi anche come pilota titolare. Disputa anche la stagione 2007-2008, in cui ottiene anche una vittoria.
Nel 2008 chiude secondo nella classifica generale, con ben 2 gran premi vinti, mentre si aggiudica la serie nel 2009.
Corre anche la Formula Nippon stagione 2010.

### Endurance

#### Primi anni nel Endurance con Courage e Peugeot (2008-2011)

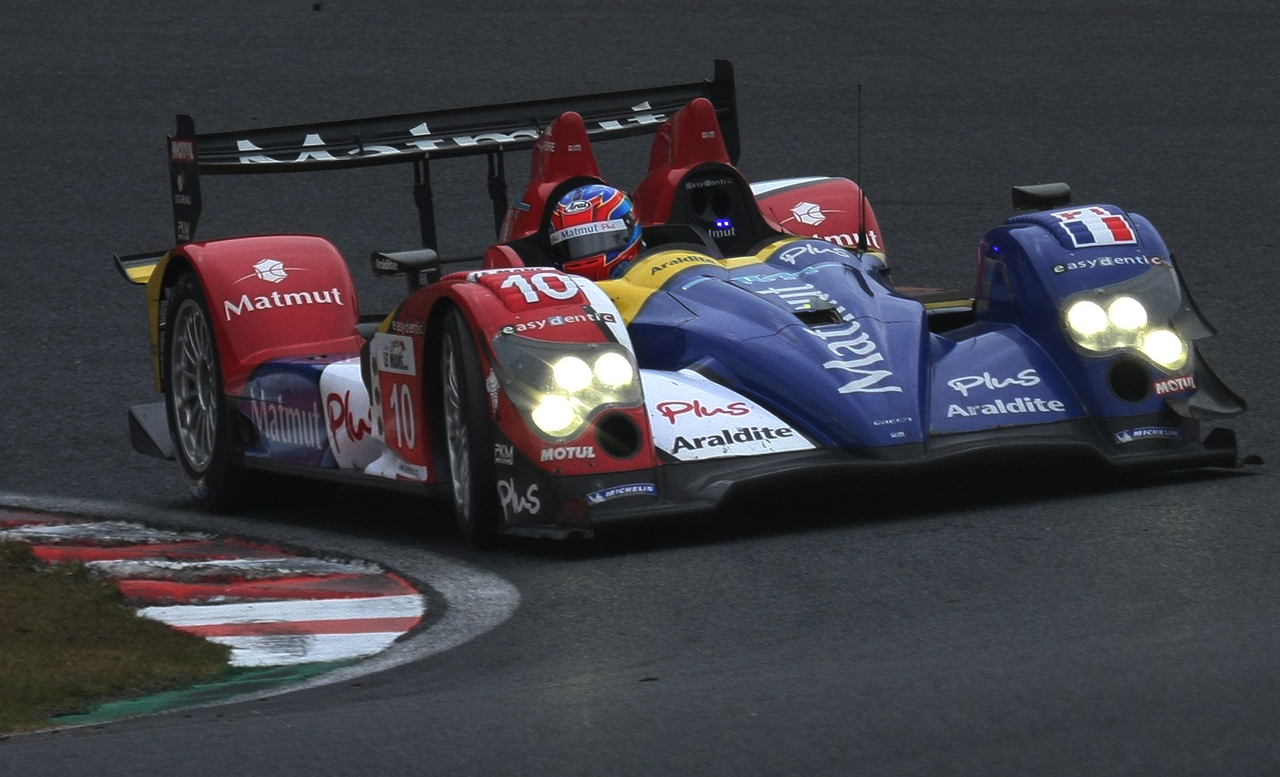
Loïc Duval nel 2009 alla guida della Oreca 01

Nel 2008 partecipa per la prima volta alla 24 Ore di Le Mans con una Courage LMP1, insieme ai suoi connazionali Soheil Ayari e Laurent Groppi. A fine gara sono ottavi assoluti. L'anno seguente partecipa a due gare della Asian Le Mans Series.
Ritorna a Le Mans nel 2010 con una Peugeot non ufficiale del team Oreca, anche in questo caso condividendo la macchina con due connazionali, Olivier Panis e Nicolas Lapierre. In qualifica ottiene un tempo di 3'19''074, segnando il record assoluto della pista nella configurazione attuale. In gara è però costretto al ritiro.
Nel 2011 sempre con la Peugeot 908 HDi FAP partecipa a diverse gare tra Intercontinental Le Mans Cup, l'American Le Mans Series e con gli stessi compagni del anno precedente torna a Le Mans dove chiude quinto in classifica assoluta.

#### Team ufficiale Audi (2012-2016)

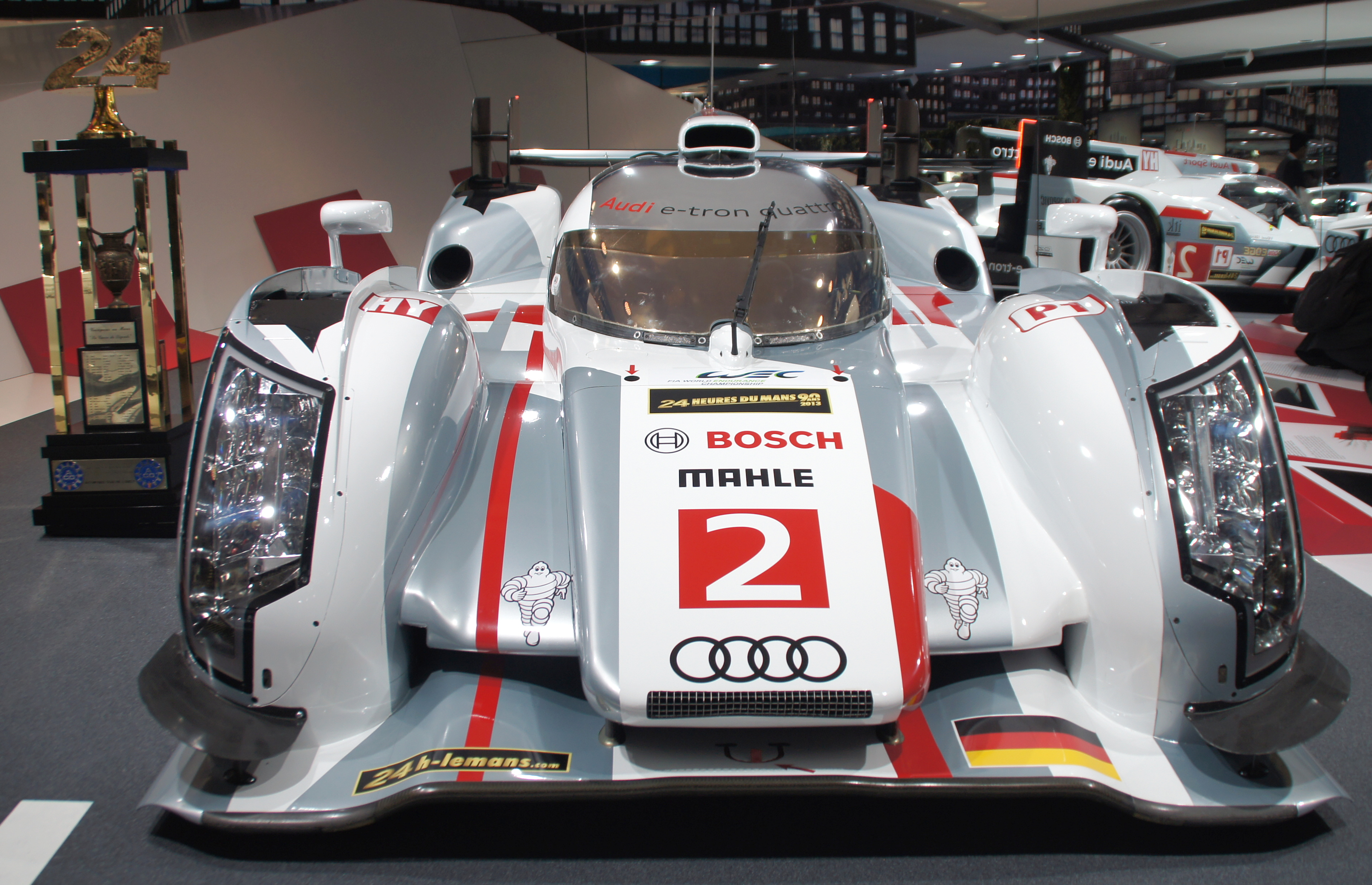
L'Audi R18 e-tron quattro n.2 con cui Duval ha vinto la 24 Ore di Le Mans 2013 con Kristensen e McNish.

Nel 2012 la Peugeot si ritira dalle competizioni e Duval passa così nella squadra ufficiale del Audi, la Joest Racing, debuttando anche nel nuovo Mondiale Endurance. Partecipa solo alle prime tre gare: 12 Ore di Sebring, 6 Ore di Spa e la 24 Ore di Le Mans. A Sebring è secondo, mentre a Spa ottiene la sua prima vittoria. A Le Mans è quinto come nel 2011, insieme a Marc Gené e Romain Dumas.
Il 2013 è stato finora il migliore anno per Loic; insieme a Tom Kristensen e Allan McNish partecipa a tutte le otte gare del WEC con l'Audi R18 e-tron, ottenendo ben tre vittorie, tra cui la più importante a Le Mans, prima volta per lui. A fine anno sono campioni del mondo endurance con una gara d'anticipo.

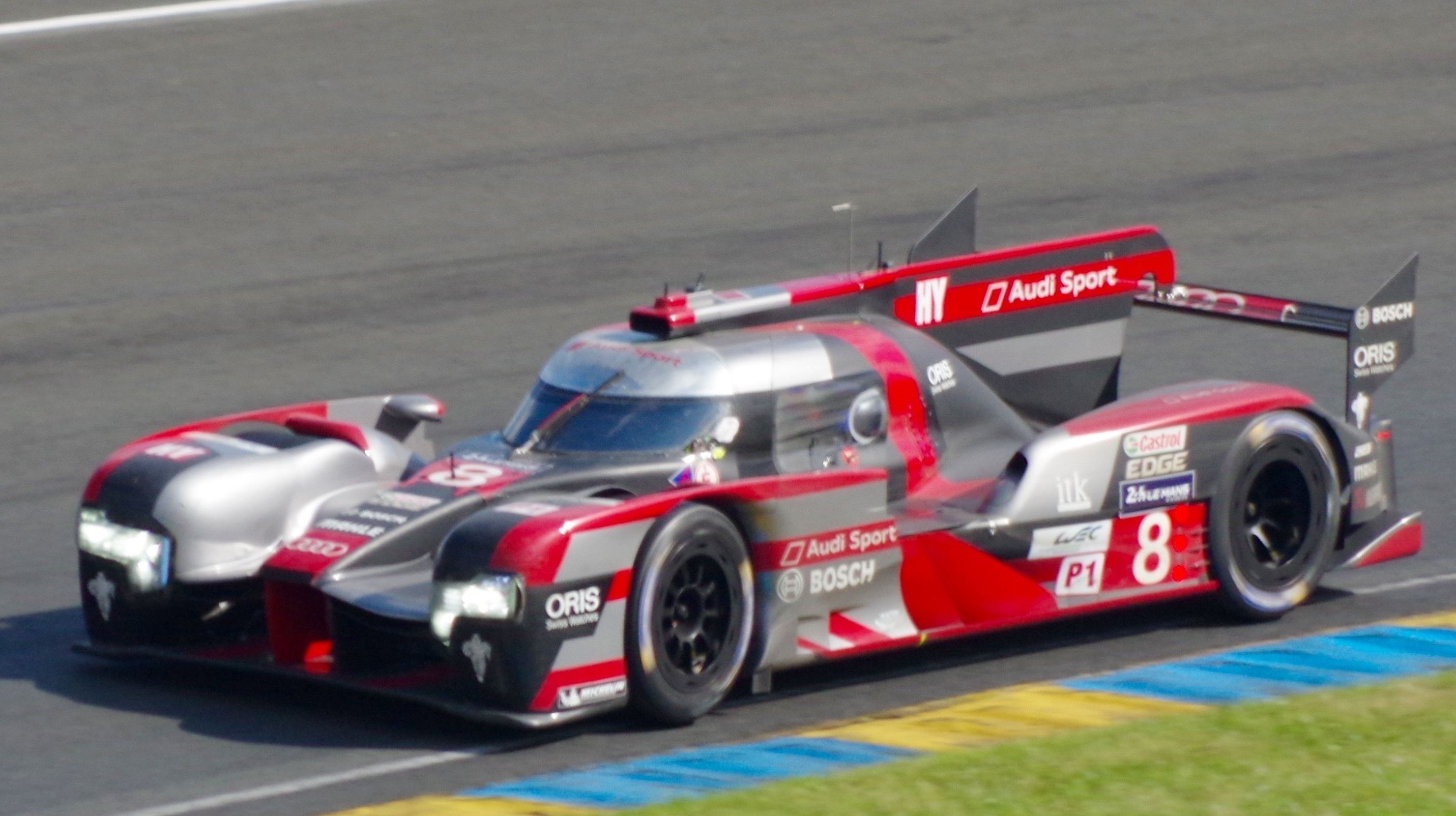
Loic Duval durante la 24 Ore di Le Mans 2016, la sua ultima con l'Audi

La stagione 2014 non inizia invece nel migliore dei modi. A Silverstone si ritira, a Spa è invece secondo. Nelle prove libere a Le Mans è stato vittima di un brutto incidente che gli ha impedito la partecipazione alla gara, venendo sostituito da Marc Gené. Dopo tre mesi dall'incidente ritorna a correre, ottenendo subito un secondo posto ad Austin. Le due gare successive al Fuji e a Shanghai sono invece piuttosto deludenti, soprattutto per via della superiorità schiacciante delle nuove Toyota TS040.
Nel 2015 in contemporanea con la Formula E continua nel WEC con l'Audi in coppia con Lucas Di Grassi e Oliver Jarvis. Come la stagione precedente il team non riesce a vincere nessuna gara, il francese ottiene un solo podio nella corsa di Austin. L'equipaggio chiude così al quarto posto.
La stagione 2015 riporta Duval a lottare per il titolo, l'equipaggio sempre composto da Di Grassi e Jarvis vincono due core la 6 Ore di Spa-Francorchamps e la 6 Ore del Bahrain arrivando secondi in campionato dietro alla Porsche guidata da Marc Lieb, Neel Jani e Romain Dumas.

### Formula E

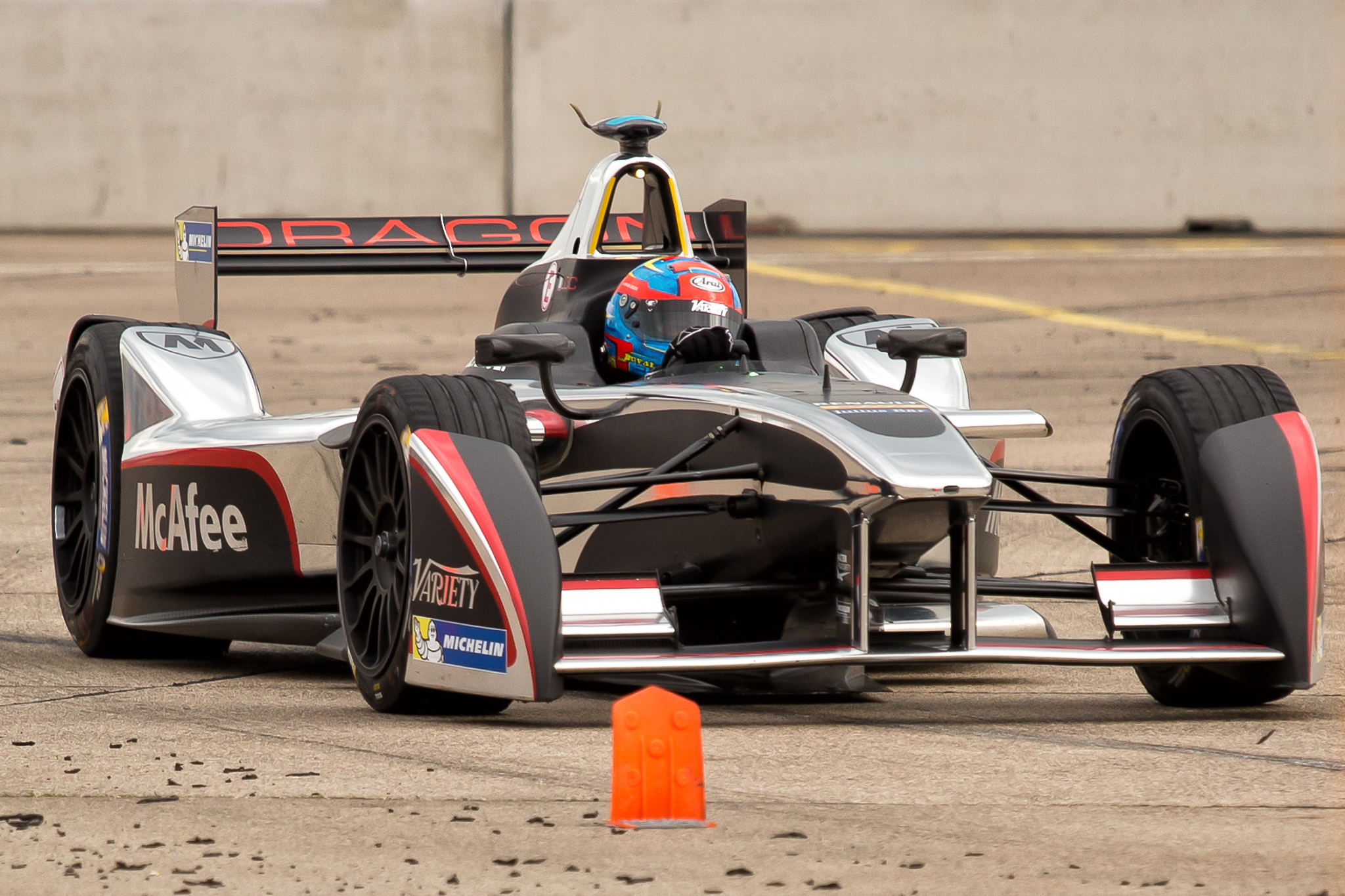
Duval all'E-Prix di Berlino 2015.

Nel 2015 inizia la sua avventura in Formula E con la Dragon Racing, sostituendo Oriol Servià dopo le prime quattro gare della stagione. Duval esordisce nel E-Prix di Miami dove chiude subito in zona punti, nel resto della stagione ottiene alti e bassi, come miglior risultati ottiene due terzi posti, il primo nel E-Prix di Berlino dietro a Jérôme d'Ambrosio e Sébastien Buemi, il secondo arriva nel ultimo E-Prix della stagione a Londra dove il francese arriva dietro a Sam Bird e Jérôme d'Ambrosio. Duval pur avendo saltato quattro eventi chiude nono in classifica ed ottiene il rinnovo con il team.
La stagione 2015-2016 è la prima a tempo pieno per Duval, ma non riesce a tornare sul podio in nessun E-Prix, sfiorandolo in quattro occasioni dove arriva ai piedi del podio. Il francese chiuse ottavo in classifica con 60 punti guadagnati.
Confermato dalla Dragon anche per la sua terza stagione nella serie, Duval delude le aspettative iniziali, durante la stagione chiude in zone punti in solo due occasioni, nel E-Prix di Buenos Aires dove arriva settimo e nel E-Prix di New York dove arriva quinto. Inoltre il francese è costretto a saltare E-Prix di casa a Parigi dove viene sostituito da Mike Conway. Duval non viene confermato dal team per la stagione successiva ed lascia la Formula E.

### DTM

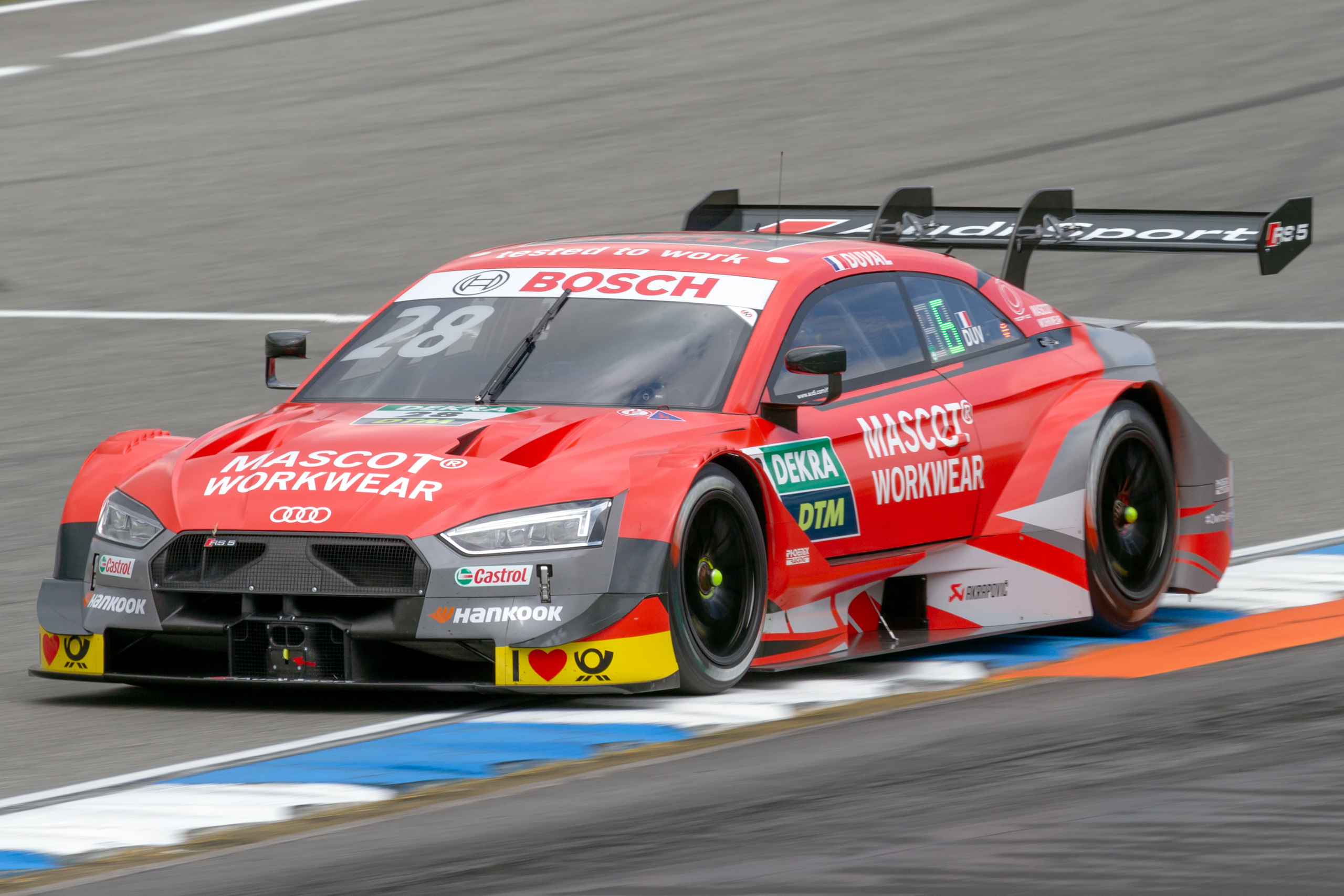
Loic Duval nel 2019 a Hockenheim

In concomitanza con gli impegni della Formula E, nel 2017 Duval compete con l'Audi nel Deutsche Tourenwagen Masters. La sua prima stagione alla guida della Audi RS5 DTM è deludente, arriva ultimo in classifica e chiude a punti in sole due occasioni, ottavo al Red Bull Ring e secondo a Zandvoort. Nel 2018 i risultati migliorano di poco, non conquista nessun podio ma ottiene la pole a Misano.
L'anno seguente i risultati di Duval sono nettamente migliori, il francese chiude a punti nella maggior parte delle gare, ottiene il terzo posto nella prima gara di Misano dietro ai tedeschi, Marco Wittmann e René Rast. Chiude così settimo in classifica finale. Nel 2020 partecipa per l'ultima volta al DTM, ottiene due podi, il primo è un terzo posto a Spa-Francorchamps, mentre l'altro è un secondo posto dietro a Robin Frijns in gara uno di Assen. Come l'anno precedente chiude settimo in classifica, quarto tra i piloti Audi.
L'addio alla serie da parte di Duval segna anche la fine della sua collaborazione con la casa dei quattro anelli che durava dal 2012.

### Ritorno al Endurance

#### Cadillac (2020-2022)
Dopo aver partecipa ad alcune core nella classe LMP2 tra il Campionato IMSA e il Campionato del mondo endurance, nel 2020 diventa un pilota della Cadillac e con il team JDC MotorSports partecipa al Endurance Cup del Campionato IMSA, nel 2021 partecipa al intera stagione con la Cadillac DPi-V.R, Duval riesce a vincere la 12 Ore di Sebring. Nel 2022 visto anche gli impegni nel WEC con la Peugeot torna a disputare solo le gare dell'Endurance Cup, dove ottiene il terzo posto nella 24 Ore di Daytona e il secondo a Sebring.

#### Peugeot (2022-presente)

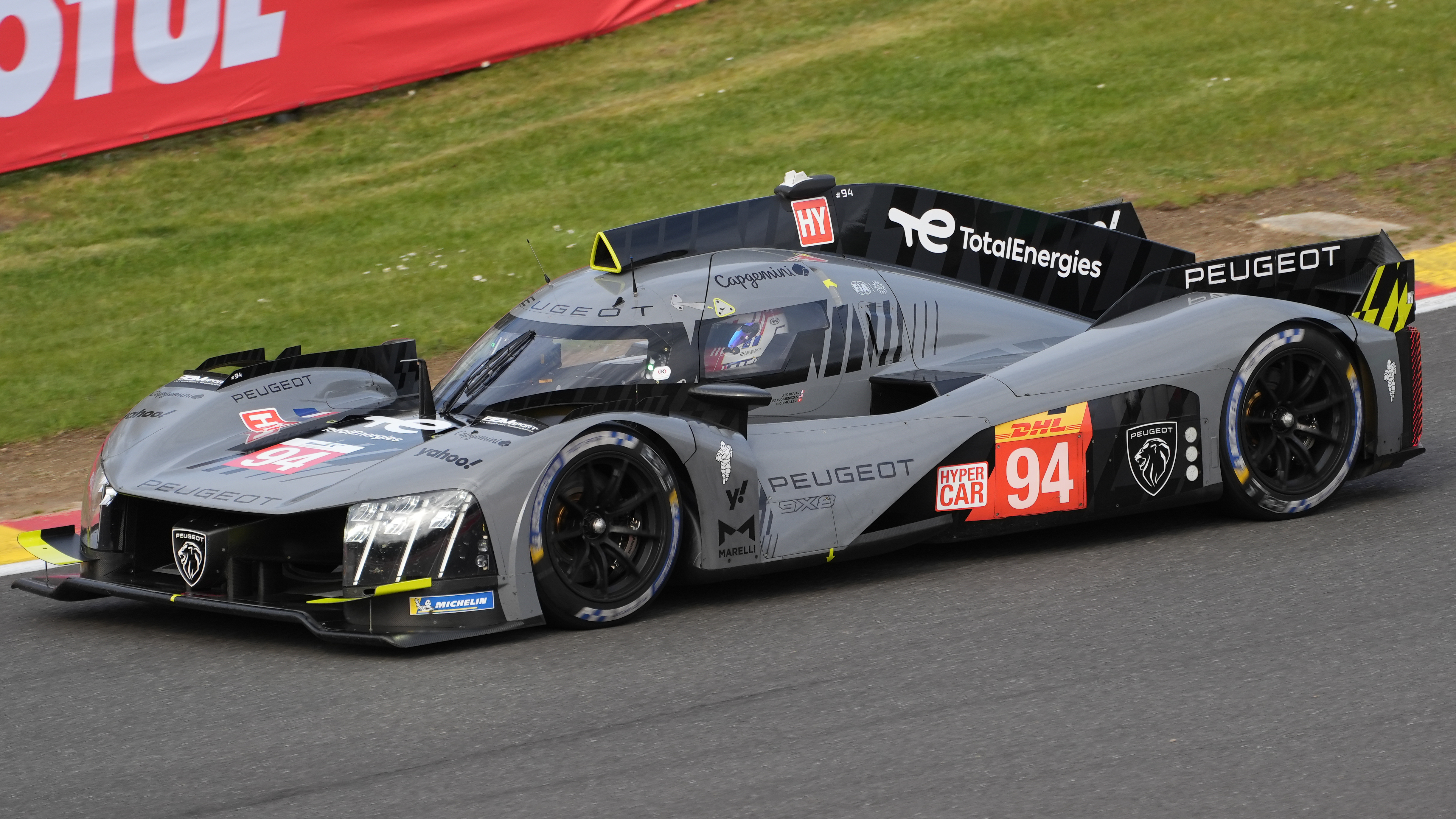
La Peugeot 9X8 di Duval durante la 6 ore di Spa 2023

Duval viene annunciato come nuovo pilota del team Peugeot Sport per la stagione 2022 del WEC nella categoria Hypercar. Il pilota francese guiderà la nuova Peugeot 9X8 insieme a Gustavo Menezes e James Rossiter. Per colpa di ritardi dovuti omologazione della vettura, esordio arriva solo alla 6 Ore di Monza 2022 quarto round della stagione.

## Risultati

### Riassunto della carriera
| Stagione | Serie                          | Team                         | Gare | Vittorie | Pole | GPV | Podi | Punti | Pos. |
| -------- | ------------------------------ | ---------------------------- | ---- | -------- | ---- | --- | ---- | ----- | ---- |
| 2002     | Formula Renault Campus France  | Filière FFSA                 | 16   | 9        | 9    | ?   | 13   | 253   | 1°   |
| 2003     | Formula Renault 2000 France    | Graff Racing                 | 10   | 4        | 4    | 1   | 5    | 116   | 1°   |
| 2004     | Formula 3 Euro Series          | Signature                    | 20   | 0        | 0    | 0   | 2    | 22    | 12°  |
| 2004     | Bahrain Superprix              | Signature                    | 1    | 0        | 0    | 0   | 0    | N/A   | 8°   |
| 2004     | Masters di Formula 3           | Signature                    | 1    | 0        | 0    | 0   | 0    | N/A   | 14°  |
| 2004     | Gran Premio di Macao           | Signature                    | 1    | 0        | 0    | 0   | 0    | N/A   | NC   |
| 2005     | Formula 3 Euro Series          | Signature-Plus               | 19   | 0        | 0    | 0   | 5    | 47    | 7°   |
| 2005     | Masters di Formula 3           | Signature-Plus               | 1    | 0        | 0    | 0   | 0    | N/A   | 10°  |
| 2005     | Gran Premio di Macao           | ASM                          | 1    | 0        | 1    | 1   | 0    | N/A   | 6°   |
| 2006     | Formula Nippon                 | Nakajima Racing              | 9    | 2        | 0    | 1   | 2    | 25    | 4°   |
| 2006     | Super GT                       | Nakajima Racing              | 9    | 1        | 1    | 1   | 1    | 51    | 11°  |
| 2006–07  | A1 Grand Prix                  | A1 Team France               | 8    | 0        | 0    | 0   | 4    | 67‡   | 4°‡  |
| 2007     | Formula Nippon                 | Nakajima Racing              | 9    | 0        | 0    | 1   | 4    | 31    | 6°   |
| 2007     | Super GT                       | Nakajima Racing              | 9    | 1        | 0    | 1   | 3    | 69    | 2°   |
| 2007–08  | A1 Grand Prix                  | A1 Team France               | 12   | 1        | 2    | 1   | 7    | 118‡  | 4°‡  |
| 2008     | Formula Nippon                 | Nakajima Racing              | 11   | 2        | 0    | 1   | 6    | 62    | 2°   |
| 2008     | Super GT                       | Nakajima Racing              | 9    | 0        | 0    | 0   | 1    | 43    | 10°  |
| 2008     | Le Mans Series                 | Team Oreca Matmut            | 1    | 0        | 0    | 0   | 0    | 3     | 17°  |
| 2008     | 24 Ore di Le Mans - LMP1       | Team Oreca Matmut            | 1    | 0        | 0    | 0   | 0    | N/A   | 10°  |
| 2008–09  | A1 Grand Prix                  | A1 Team France               | 6    | 1        | 0    | 1   | 3    | 47‡   | 5°‡  |
| 2009     | Formula Nippon                 | Nakajima Racing              | 8    | 4        | 3    | 3   | 6    | 62    | 1°   |
| 2009     | Super GT                       | Nakajima Racing              | 9    | 0        | 1    | 0   | 0    | 18    | 16°  |
| 2009     | Asian Le Mans Series           | Team Oreca Matmut            | 2    | 0        | 0    | 0   | 2    | 14    | 3°   |
| 2010     | Formula Nippon                 | Docomo Team Dandelion Racing | 8    | 2        | 3    | 1   | 3    | 39.5  | 3°   |
| 2010     | Super GT                       | Weider Honda Racing          | 7    | 1        | 3    | 3   | 5    | 67    | 1°   |
| 2010     | Le Mans Series                 | Team Oreca Matmut            | 2    | 0        | 0    | 0   | 0    | 17    | 15°  |
| 2010     | 24 Ore di Le Mans - LMP1       | Team Oreca Matmut            | 1    | 0        | 0    | 0   | 0    | N/A   | NC   |
| 2011     | Super GT                       | Weider Honda Racing          | 7    | 2        | 1    | 0   | 2    | 57    | 3°   |
| 2011     | Le Mans Series                 | Team Oreca Matmut            | 1    | 0        | 0    | 0   | 0    | 0     | NC†  |
| 2011     | 24 Ore di Le Mans - LMP1       | Team Oreca Matmut            | 1    | 0        | 0    | 0   | 0    | N/A   | 5°   |
| 2011     | American Le Mans Series        | Team Oreca Matmut            | 1    | 1        | 0    | 0   | 1    | 0     | NC†  |
| 2011     | Intercontinental Le Mans Cup   | Team Oreca Matmut            | 3    | 1        | 0    | 0   | 1    | N.D.  | N.D. |
| 2012     | Formula Nippon                 | Team Kygnus Sunoco           | 8    | 0        | 0    | 1   | 3    | 25    | 6°   |
| 2012     | Super GT                       | TOM'S                        | 7    | 0        | 0    | 0   | 1    | 32    | 11°  |
| 2012     | WEC - LMP1                     | Audi Sport Team Joest        | 3    | 1        | 0    | 1   | 2    | 67    | 6°   |
| 2012     | 24 Ore di Le Mans - LMP1       | Audi Sport Team Joest        | 1    | 0        | 0    | 1   | 0    | N/A   | 5°   |
| 2013     | Super Formula                  | Kygnus Sunoco Team LeMans    | 4    | 1        | 2    | 0   | 3    | 31    | 4°   |
| 2013     | WEC - LMP1                     | Audi Sport Team Joest        | 8    | 3        | 2    | 0   | 7    | 162   | 1°   |
| 2013     | 24 Ore di Le Mans - LMP1       | Audi Sport Team Joest        | 1    | 1        | 1    | 0   | 1    | N/A   | 1°   |
| 2014     | WEC - LMP1                     | Audi Sport Team Joest        | 8    | 0        | 0    | 0   | 3    | 81    | 7°   |
| 2014     | Super Formula                  | Kygnus Sunoco Team LeMans    | 8    | 1        | 0    | 1   | 4    | 29.5  | 4°   |
| 2014–15  | Formula E                      | Dragon Racing                | 7    | 0        | 0    | 0   | 2    | 42    | 9°   |
| 2015     | WEC - LMP1                     | Audi Sport Team Joest        | 8    | 0        | 0    | 1   | 1    | 99    | 4°   |
| 2015     | 24 Ore di Le Mans - LMP1       | Audi Sport Team Joest        | 1    | 0        | 0    | 0   | 0    | N/A   | 4°   |
| 2015–16  | Formula E                      | Dragon Racing                | 10   | 0        | 0    | 0   | 0    | 60    | 8°   |
| 2016     | WEC - LMP1                     | Audi Sport Team Joest        | 9    | 2        | 3    | 2   | 6    | 147.5 | 2°   |
| 2016     | 24 Ore di Le Mans - LMP1       | Audi Sport Team Joest        | 1    | 0        | 0    | 0   | 1    | N/A   | 3°   |
| 2016–17  | Formula E                      | Faraday Future Dragon Racing | 11   | 0        | 0    | 2   | 0    | 20    | 15°  |
| 2017     | DTM                            | Audi Sport Team Phoenix      | 18   | 0        | 0    | 1   | 1    | 22    | 18°  |
| 2017     | Campionato IMSA - P            | DragonSpeed                  | 1    | 0        | 0    | 0   | 0    | 21    | 39°  |
| 2017     | WEC - LMP2                     | G-Drive Racing               | 1    | 0        | 0    | 0   | 0    | 6     | 28°  |
| 2018     | DTM                            | Audi Sport Team Phoenix      | 20   | 0        | 1    | 0   | 0    | 54    | 17°  |
| 2018     | European Le Mans Series - LMP2 | TDS Racing                   | 3    | 0        | 0    | 0   | 2    | 38    | 10°  |
| 2018     | 24 Ore di Le Mans - LMP2       | TDS Racing                   | 1    | 0        | 0    | 0   | 0    | N/A   | SQ   |
| 2018     | Campionato IMSA - P            | CORE Autosport               | 1    | 0        | 0    | 0   | 1    | 30    | 47°  |
| 2018–19  | WEC - LMP2                     | TDS Racing                   | 6    | 0        | 1    | 0   | 1    | 42    | 10°  |
| 2019     | DTM                            | Audi Sport Team Phoenix      | 18   | 0        | 0    | 0   | 1    | 134   | 7°   |
| 2019     | Campionato IMSA - DPi          | CORE Autosport               | 1    | 0        | 0    | 0   | 0    | 28    | 31°  |
| 2019     | 24 Ore di Le Mans - LMP2       | TDS Racing                   | 1    | 0        | 0    | 0   | 0    | N/A   | 3°   |
| 2019–20  | WEC - LMP1                     | Rebellion Racing             | 1    | 0        | 0    | 0   | 0    | 0     | NC†  |
| 2020     | DTM                            | Audi Sport Team Phoenix      | 16   | 0        | 1    | 0   | 2    | 108   | 7°   |
| 2020     | European Le Mans Series - LMP2 | Algarve Pro Racing           | 4    | 0        | 0    | 0   | 0    | 9     | 20°  |
| 2020     | Campionato IMSA - DPi          | JDC-Mustang Sampling Racing  | 3    | 0        | 0    | 0   | 1    | 84    | 18°  |
| 2021     | Campionato IMSA - DPi          | JDC-Mustang Sampling Racing  | 10   | 1        | 0    | 1   | 3    | 2933  | 6°   |
| 2021     | WEC - LMP2                     | Realteam Racing              | 5    | 0        | 0    | 0   | 0    | 41    | 12°  |
| 2021     | 24 Ore di Le Mans - LMP2       | Realteam Racing              | 1    | 0        | 0    | 0   | 0    | N/A   | 12°  |
| 2021     | European Le Mans Series - LMP2 | Realteam Racing              | 1    | 0        | 0    | 0   | 0    | 0     | NC†  |
| 2022     | 24 Ore di Daytona - DPi        | JDC-Miller MotorSports       | 1    | 0        | 0    | 0   | 1    | N/A   | 3°   |
| 2022     | WEC - Hypercar                 | Peugeot TotalEnergies        | 2    | 0        | 0    | 0   | 0    | 22    | 7°*  |

† Pilota ospite, non idoneo ai punti.

‡ Classifica team .

* Stagione in corso.

### Risultati 24 Ore di Le Mans
| Anno | Team                  | Co-Pilota                           | Vettura                 | Classe   | Giri | Pos. | Class Pos. |
| ---- | --------------------- | ----------------------------------- | ----------------------- | -------- | ---- | ---- | ---------- |
| 2008 | Team Oreca-Matmut     | Soheil Ayari Laurent Groppi         | Courage-Oreca LC70-Judd | LMP1     | 357  | 8°   | 8°         |
| 2010 | Team Oreca-Matmut     | Olivier Panis Nicolas Lapierre      | Peugeot 908 HDi FAP     | LMP1     | 373  | DNF  | DNF        |
| 2011 | Team Oreca-Matmut     | Nicolas Lapierre Olivier Panis      | Peugeot 908 HDi FAP     | LMP1     | 339  | 5°   | 5°         |
| 2012 | Audi Sport Team Joest | Marc Gené Romain Dumas              | Audi R18 ultra          | LMP1     | 366  | 5°   | 5°         |
| 2013 | Audi Sport Team Joest | Allan McNish Tom Kristensen         | Audi R18 e-tron quattro | LMP1     | 348  | 1°   | 1°         |
| 2015 | Audi Sport Team Joest | Lucas di Grassi Oliver Jarvis       | Audi R18 e-tron quattro | LMP1     | 392  | 4°   | 4°         |
| 2016 | Audi Sport Team Joest | Lucas di Grassi Oliver Jarvis       | Audi R18                | LMP1     | 372  | 3°   | 3°         |
| 2018 | TDS Racing            | François Perrodo Matthieu Vaxivière | Oreca 07-Gibson         | LMP2     | 366  | SQ   | SQ         |
| 2019 | TDS Racing            | François Perrodo Matthieu Vaxivière | Oreca 07-Gibson         | LMP2     | 366  | 8°   | 3°         |
| 2021 | Realtime Racing       | Esteban Garcia Norman Nato          | Oreca 07-Gibson         | LMP2     | 356  | 17°  | 12°        |
| 2023 | Peugeot Sport         | Gustavo Menezes Nico Müller         | Peugeot 9X8             | Hypercar | 312  | 27°  | 12°        |
| 2024 | Peugeot Sport         | Paul di Resta Stoffel Vandoorne     | Peugeot 9X8             | Hypercar | 309  | 11°  | 11°        |
| 2025 | Peugeot Sport         | Malthe Jakobsen Stoffel Vandoorne   | Peugeot 9X8             | Hypercar | 384  | 11°  | 11°        |

### Risultati 24 Ore di Daytona
| Anno | Team                        | Co-pilota                                     | Vettura          | Classe | Giri | Pos. | Class pos. |
| ---- | --------------------------- | --------------------------------------------- | ---------------- | ------ | ---- | ---- | ---------- |
| 2017 | DragonSpeed                 | Henrik Hedman Nicolas Lapierre Ben Hanley     | Oreca 07-Gibson  | P      | 562  | DNF  | DNF        |
| 2018 | CORE Autosport              | Jon Bennett Colin Braun Romain Dumas          | Oreca 07-Gibson  | P      | 808  | 3°   | 3°         |
| 2019 | CORE Autosport              | Jon Bennett Colin Braun Romain Dumas          | Nissan DPi       | DPi    | 589  | 4°   | 4°         |
| 2020 | JDC-Mustang Sampling Racing | Sébastien Bourdais João Barbosa               | Cadillac DPi-V.R | DPi    | 833  | 3°   | 3°         |
| 2021 | JDC-Mustang Sampling Racing | Tristan Vautier Sébastien Bourdais            | Cadillac DPi-V.R | DPi    | 723  | DNF  | DNF        |
| 2022 | JDC-Miller MotorSports      | Ben Keating Tristan Vautier Richard Westbrook | Cadillac DPi-V.R | DPi    | 761  | 3°   | 3°         |

### Risultati nel WEC
| Anno    | Squadra               | Classe   | Vettura                 | SEB | SPA | LMS | SIL | SÃO | BHR | FUJ | SHA |     | Punti | Pos. |
| ------- | --------------------- | -------- | ----------------------- | --- | --- | --- | --- | --- | --- | --- | --- | --- | ----- | ---- |
| 2012    | Audi Sport Team Joest | LMP1     | Audi R18 ultra          | 2   | 1   | 4   |     |     |     |     |     |     | 67    | 6°   |
| Anno    | Squadra               | Classe   | Vettura                 | SIL | SPA | LMS | SÃO | COA | FUJ | SHA | BHR |     | Punti | Pos. |
| 2013    | Audi Sport Team Joest | LMP1     | Audi R18 e-tron quattro | 1   | 2   | 1   | 2   | 1   | 2   | 3   | Rit |     | 162   | 1°   |
| Anno    | Squadra               | Classe   | Vettura                 | SIL | SPA | LMS | COA | FUJ | SHA | BHR | SÃO |     | Punti | Pos. |
| 2014    | Audi Sport Team Joest | LMP1     | Audi R18 e-tron quattro | Rit | 2   | DNS | 2   | 5   | 5   | 5   | 3   |     | 81    | 7°   |
| Anno    | Squadra               | Classe   | Vettura                 | SIL | SPA | LMS | NÜR | COA | FUJ | SHA | BHR |     | Punti | Pos. |
| 2015    | Audi Sport Team Joest | LMP1     | Audi R18 e-tron quattro | 5   | 7   | 4   | 4   | 3   | 4   | 4   | 6   |     | 99    | 4°   |
| Anno    | Squadra               | Classe   | Vettura                 | SIL | SPA | LMS | NÜR | MEX | COA | FUJ | SHA | BHR | Punti | Pos. |
| 2016    | Audi Sport Team Joest | LMP1     | Audi R18                | Rit | 1   | 3   | 2   | 15  | 2   | 2   | 5   | 1   | 147.5 | 2°   |
| Anno    | Squadra               | Classe   | Vettura                 | SIL | SPA | LMS | NÜR | MEX | COA | FUJ | SHA | BHR | Punti | Pos. |
| 2017    | G-Drive Racing        | LMP2     | Oreca 07                |     |     |     |     |     |     |     |     | 7   | 6     | 28°  |
| Anno    | Squadra               | Classe   | Vettura                 | SPA | LMS | SIL | FUJ | SHA | SEB | SPA | LMS |     | Punti | Pos. |
| 2018-19 | TDS Racing            | LMP2     | Oreca 07                | 4   | DSQ | 7   |     | Rit | NC  |     | 3   |     | 42    | 10°  |
| Anno    | Squadra               | Classe   | Vettura                 | SPA | ALG | MON | LMS | BHR | BHR |     |     |     | Punti | Pos. |
| 2021    | Realteam Racing       | LMP2     | Oreca 07                | 6   |     | 7   | 7   | 7   | 7   |     |     |     | 41    | 12°  |
| Anno    | Squadra               | Classe   | Vettura                 | SEB | SPA | LMS | MON | FUJ | BHR |     |     |     | Punti | Pos. |
| 2022    | Peugeot Sport         | LMH      | Peugeot 9X8             |     |     |     | 4   | 5   | 4   |     |     |     | 40    | 6°   |
| Anno    | Squadra               | Classe   | Vettura                 | SEB | ALG | SPA | LMS | MON | FUJ | BHR |     |     | Punti | Pos. |
| 2023    | Peugeot Sport         | Hypercar | Peugeot 9X8             | NC  | 5   | 9   | 9   | 11  | 7   | 8   |     |     | 28    | 11°  |
| Anno    | Squadra               | Classe   | Vettura                 | QAT | IMO | SPA | LMS | SÃO | COA | FUJ | BHR |     | Punti | Pos. |
| 2024    | Peugeot Sport         | Hypercar | Peugeot 9X8             | 15  | 15  | 14  | 11  | 16  | Rit | 8   | Rit |     | 4     | 28°  |
| Anno    | Squadra               | Classe   | Vettura                 | QAT | IMO | SPA | LMS | SÃO | COA | FUJ | BHR |     | Punti | Pos. |
| 2025    | Peugeot Sport         | Hypercar | Peugeot 9X8             | 12  | 12  | Rit | 10  |     |     |     |     |     | 2*    |      |
| Legenda |                       |          |                         |     |     |     |     |     |     |     |     |     |       |      |

* Stagione in corso.

### Risultati completi DTM
(legenda) (Le gare in grassetto indicano la pole position) (Le gare in corsivo indicano Gpv)
| Anno | Team                    | Vettura            | 1   | 2   | 3    | 4   | 5   | 6   | 7   | 8   | 9   | 10  | 11  | 12  | 13  | 14  | 15  | 16  | 17  | 18  | 19  | 20  | Punti | Pos. |
| ---- | ----------------------- | ------------------ | --- | --- | ---- | --- | --- | --- | --- | --- | --- | --- | --- | --- | --- | --- | --- | --- | --- | --- | --- | --- | ----- | ---- |
| 2017 | Audi Sport Team Rosberg | Audi RS5 DTM       | HOC | HOC | LAU  | LAU | HUN | HUN | NOR | NOR | MSC | MSC | ZAN | ZAN | NÜR | NÜR | RBR | RBR | HOC | HOC |     |     | 22    | 18º  |
| 2017 | Audi Sport Team Rosberg | Audi RS5 DTM       | 14  | Rit | 15   | 18  | 14  | 16  | 15  | 15  | 11  | 14  | 13  | 2   | 18  | 15  | 14  | 8   | 18  | 15  |     |     | 22    | 18º  |
| 2018 | Audi Sport Team Rosberg | Audi RS5 DTM       | HOC | HOC | LAU  | LAU | HUN | HUN | NOR | NOR | ZAN | ZAN | BRH | BRH | MIS | MIS | NÜR | NÜR | RBR | RBR | HOC | HOC | 54    | 17º  |
| 2018 | Audi Sport Team Rosberg | Audi RS5 DTM       | 10  | 5   | Rit  | 13  | 8   | 9   | 17  | 18  | 11  | 15  | Rit | 16  | 4   | 71  | 8   | 12  | Rit | 15  | 5   | 12  | 54    | 17º  |
| 2019 | Audi Sport Team Rosberg | Audi RS5 Turbo DTM | HOC | HOC | ZOL  | ZOL | MIS | MIS | NOR | NOR | ASS | ASS | BRH | BRH | LAU | LAU | NÜR | NÜR | HOC | HOC |     |     | 134   | 7º   |
| 2019 | Audi Sport Team Rosberg | Audi RS5 Turbo DTM | 5   | Rit | 4    | 11  | 3   | 11  | 4   | 63  | 83  | 11  | 53  | 42  | 6   | 8   | 5   | 4   | 5   | 10  |     |     | 134   | 7º   |
| 2020 | Team Abt                | Audi R8 LMS Evo    | SPA | SPA | LAU  | LAU | LAU | LAU | ASS | ASS | NUR | NUR | NUR | NUR | ZOL | ZOL | ZOL | ZOL | HOC | HOC |     |     | 104   | 7º   |
| 2020 | Team Abt                | Audi R8 LMS Evo    | 3   | 7   | Rit3 | 8   | 7   | 8   | 21  | 42  | 9   | 4   | Rit | 9   | 10  | 13  |     |     | 4   | 6   |     |     | 104   | 7º   |

### Risultati in Formula E
| Anno    | Team                  | Vettura                   | 1      | 2       | 3     | 4       | 5       | 6     | 7       | 8       | 9       | 10     | 11      | 12     | Punti | Pos. |
| ------- | --------------------- | ------------------------- | ------ | ------- | ----- | ------- | ------- | ----- | ------- | ------- | ------- | ------ | ------- | ------ | ----- | ---- |
| 2014-15 | Dragon Racing         | Spark-Renault SRT 01E     | PEC    | PUT     | PDE   | BNA     | MIA 7   | LBH 9 | MON Rit | BER 3   | MOS 15  | LON 8  | LON 3   |        | 44    | 9º   |
| 2015-16 | Dragon Racing         | Spark-Venturi VM200-FE-01 | PEC 4  | PUT Rit | PDE 4 | BNA 6   | MEX 4   | LHB 8 | PAR Rit | BER Rit | LON Rit | LON 4  |         |        | 61    | 8º   |
| 2016-17 | Faraday Future Dragon | Spark-Penske 701-EV       | HKG 14 | MAR 18  | BNA 8 | MEX Rit | MON Rit | PAR   | BER 15  | BER NC  | NYC 5   | NYC 13 | MTR Rit | MTR 19 | 16    | 15º  |